# Veddelev
Veddelev is een plaats in de Deense regio Seeland, gemeente Roskilde, en telt 1160 inwoners (2007).